# Gilberte Périer

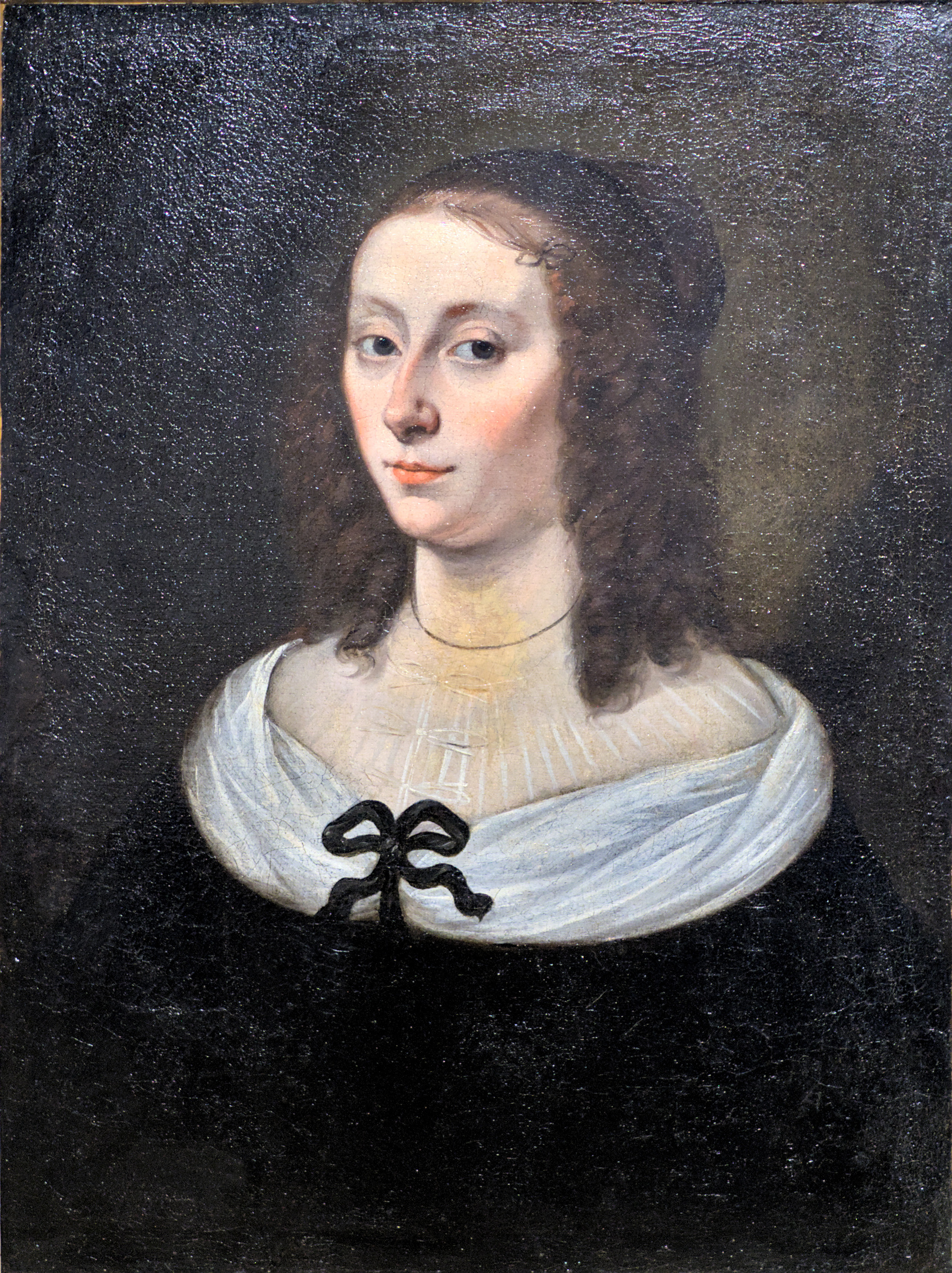
Gilberte Périer

Françoise Gilberte Périer (* 1. Januar 1620 in Clermont-Ferrand; † 25. April 1687 in Paris) war die ältere Schwester von Blaise Pascal und dessen Biografin.
Sie heiratete im Juni 1641 in Rouen den Anwalt am Obersten Steuergericht in Clermont-Ferrand Florin Périer. Dieser war nicht nur ein Kollege ihres Vaters Étienne Pascal, als dieser noch in Clermont-Ferrand lebte, sondern außerdem ihr Cousin. Vorher hatte sie jahrelang den Haushalt ihres Vaters in Paris geführt und folgte ihm auf seine neue Stellung in Rouen. Aus der Ehe gingen vier Töchter (Marguerite Périer, geboren 1646, sowie Jacqueline (1644–1696), Marie (1647–1649), Louise (1651–1713)) und zwei Söhne (Blaise (1653–1684), Étienne (1642–1680)) hervor.
1646 hatte sie wie ihr Ehemann eine religiöse Bekehrung zum Jansenismus, schickte ihre Kinder zur Erziehung nach Port Royal, zog sich zunehmend aus dem öffentlichen Leben zurück und wählte später ein Leben in Einsamkeit. Ihre Religiosität war aber von sanfterer Art als die ihrer bekannteren jüngeren Schwester Jacqueline Pascal. Sie lebte später in Paris.
Sie war außergewöhnlich gebildet (ihre Erziehung hatte sie von ihrem Vater erhalten), befasste sich mit Philosophie und Theologie, war für ihre Eloquenz bekannt und sprach mehrere Sprachen. Pascal machte sie zu seiner Nachlassverwalterin, und 1670 gab sie die Pensées von Pascal heraus. Trotz ihrer Bemühungen wurde der Text aber nicht unverändert gedruckt. 1663 veröffentlichte sie Biographien ihres Bruders Blaise und ihrer Schwester Jacqueline. Sie half auch Pascal bei der Vorbereitung seiner Apologie de la religion chrétienne, aus der die Pensées hervorgingen.

## Schriften
- La vie de Monsieur Pascal, escrite par Madame Perier, sa sœur, femme de Monsieur Perier, conseiller de la Cour des aides de Clermont. 1663 wikisource.
  - Deutsche Ausgabe: Vermächtnis eines grossen Herzens: Die kleineren Schriften (= Sammlung Dieterich, 16). Übertragen und herausgegeben von Wolfgang Rüttenauer. Dieterich, Wiesbaden, 1947, DNB 453707521.
- P. Faugère (Hrsg.): Lettres, opuscules et mémoires de madame Périer et de Jacqueline, sœurs de Pascal, et de Marguerite Périer, sa nièce. Auguste Vauton, Paris, 1845 Digitalisat